# 서곶들노래
서곶들노래는 인천광역시 서구 서곶 지역의 농민들이 옛날부터 모심기와 김매기를 할 때 부르던 소리 농요이다. 2008년 12월 10일 인천광역시의 무형문화재 제18호로 지정되었다.

## 개요
현재의 인천 서구 지역은 삼국시대와 고려시대를 거쳐 조선시대에 이르면서 정조 13년(1789) 서곶면이라는 방리가 기록되어 남아있다. 그 후로 행정구역의 명칭이 서곶으로 개편되면서 지금까지도 긴 역사를 이어오며 소중한 농경문화를 간직하고 있는 지역이다. 정확한 연대는 알 수 없으나 인천 서구의 농경문화의 발달은 조선시대 또는 그 이전으로 추측할 수 있다.
『서곶 들노래』는 인천 서곶 지역의 농민들이 옛날부터 모심기와 김매기를 할 때 부르던 소리 농요로서 모찌기, 모심기 소리는 꺾음조의 소리로 부드러움을 자랑한다. 매기 소리는 애벌, 두벌, 세벌매기로 나눠져 농군들의 힘을 실어주는 경쾌한 리듬의 선창의 짧은 장단과 후창의 긴 장단의 교창으로 이루어져 있다.

## 보유자
| 구분       | 성명 (생년월일)   | 성별 | 기·예능 | 주소 | 인정·해        | 피고 |
| ---------- | ----------------- | ---- | ------- | ---- | -------------- | ---- |
| 명예보유자 | 이영하 (1930.3.9) | 남   | 소리    | 인천 | 2015.12.2 인정 |      |

## 참고 문헌
- 서곶들노래 - 국가유산청 국가유산포털